# Leandro Marchetti
Leandro Cristian Marchetti (20 dicembre 1974) è un ex schermidore argentino.

## Palmarès
In carriera ha conseguito i seguenti risultati:
- Giochi panamericani:

Mar del Plata 1995: bronzo nel fioretto a squadre ed individuale.